# Vlag van Esneux
De vlag van Esneux is bevestigd door het gemeentebestuur als de vlag van de Luikse gemeente Esneux. De vlag kan als volgt worden beschreven:
Twee even lange banen van groen en van rood.
De herkomst van de kleuren zijn onbekend.
De Raad van Heraldiek en Vexillologie (Frans: Conseil d’héraldique et de vexillologie) stelde een vlag met drie verticale banen van blauw-geel-blauw met een ander, dun, verticale rode baan in het midden van de gele baan. De breedte van de rode baan is ⅛ᵉ van de vlaghoogte, dat is ¼ᵉ van de breedte van een verticale baan (dat is de helft van de vlaghoogte). De kleuren van de vlag komen uit het gemeentewapen.

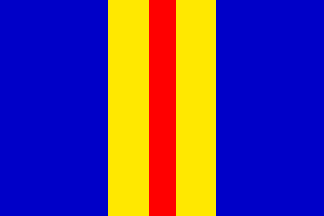
Vlagontwerp van de Raad van Heraldiek en Vexillologie